# Dystrykt Kono
Dystrykt Kono – dystrykt w Sierra Leone. Stolicą jest Koidu. W 2004 roku w tejże jednostce administracyjnej mieszkało 341,5 tys. ludzi. 
Liczba ludności dystryktu w poszczególnych latach:
- 1963 – 167 915
- 1974 – 328 930
- 1985 – 389 657
- 2004 – 341 518